# Asplenium balansae
Asplenium balansae är en svartbräkenväxtart som först beskrevs av Bak., och fick sitt nu gällande namn av Lana da Silva Sylvestre. Asplenium balansae ingår i släktet Asplenium och familjen Aspleniaceae. Inga underarter finns listade.